# Пустошь (рельеф)

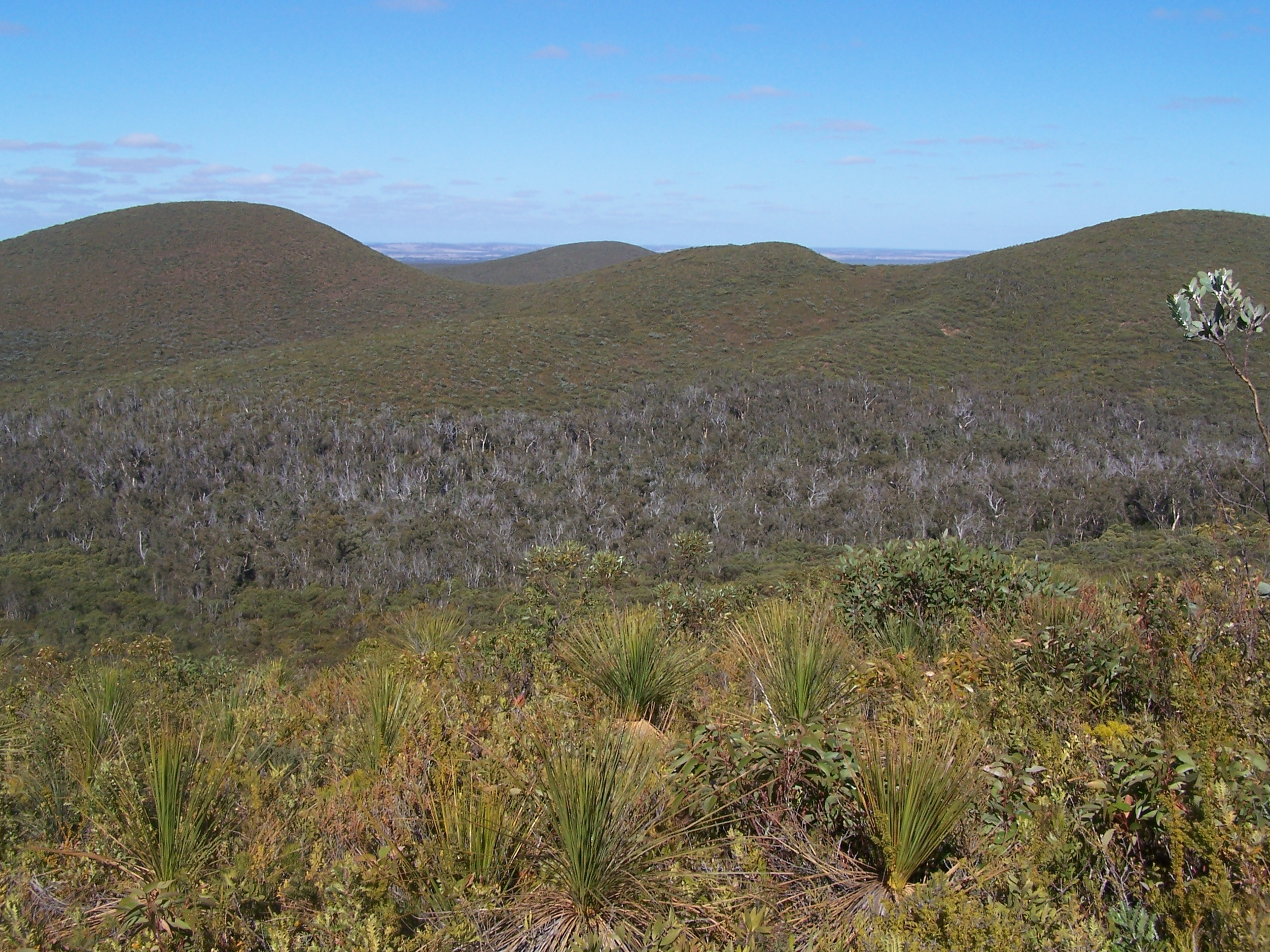
Пустошь на хребте Стерлинг (Западная Австралия), поражённая корневой гнилью, вызванной Phytophthora cinnamomi

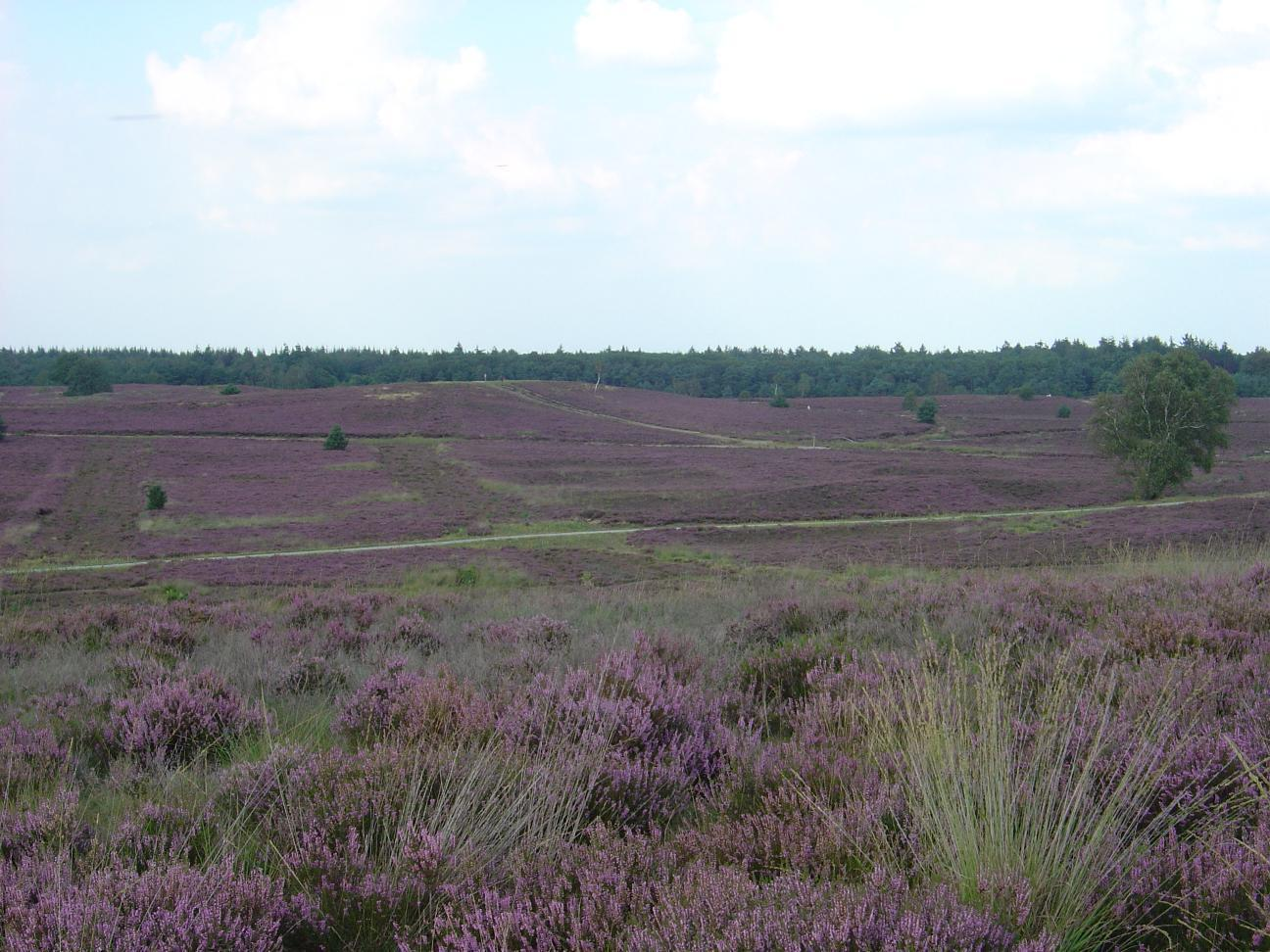
Вересковая пустошь в Нидерландах

Пу́стошь — почвенно-географический термин, обозначающий участок открытой, незащищённой от ветра земли, с очень бедными почвами, растительность которого представлена вереском (верещатник) или папоротником орляком, а также некоторыми травами.
Обычно располагается на плато или в горах. Пустоши могут также представлять собой вырубки, реже гари. Умеренные пустоши, лишённые влаги, в основном определяют сильные концентрации торфа и, как правило, располагаются вблизи торфяников.
Различают травянистые пустоши, лишайниковые, мховые и кустарничковые.

## Характеристики
Пустоши широко распространены по всему миру, но считаются редкой средой обитания в Европе. Они формируют обширные и очень разнообразные сообщества по всей Австралии во влажных и субгумидных районах, где для поддержания пустоши необходимы режимы периодических пожаров с сжиганием растительности. Квонган — форма пустоши, экорегион на юго-западе Австралии, который тянется вдоль береговой линии от Кабо-Натуралист (Cape Naturaliste) до Перта. Несмотря на столь значительную протяжённость, большая часть квонгана уничтожено. Квонган содержит богатую растительностью пустошь с густыми зарослями склерофитовых кустарников, встречаются также изолированные небольшие деревья. Также для квонгана характерны песчаная почва (в которой мало питательных веществ), частые натуральные пожары, очень высокий уровень эндемичности, разнообразие местных растений. Климат для этой местности близок к средиземноморскому: для зимнего периода обычны частые проливные дожди, лето жаркое и сухое.
В южной части Африки встречаются ещё более разнообразные, но менее распространенные сообщества вереска. Обширные сообщества пустоши, как то бедленд, также могут быть найдены в Калифорнийском Чапарале, Новой Каледонии, центральной части Чили и вдоль берегов Средиземного моря. В дополнение к этим обширным областям пустоши также встречаются в разных местах на всех континентах, за исключением Антарктиды.
Пустоши возникают там, где климатические условия, как правило, сухие, особенно летом, а почвы кислые, с низким плодородием, часто песчаные и очень свободно дренируемые. В пустошах преобладают низкие кустарники, от 20 см до 2 м. Видовое разнообразие растительности в пустошах может быть чрезвычайно богато. Например, в пустошах Австралии встречается около 3700 видов, включая эндемичные или виды с ограниченными ареалами произрастания. Пустоши финбош в Южной Африке уступают только тропическим лесам по своему растительному биоразнообразию, здесь произрастает более чем 7 тысяч видов. Как и сама Капская область, финбош, входящий в её состав тянется в прибрежной полосе шириной 100—200 км вдоль побережья океанов Атлантического и Индийского от г. Кланвильям на западе до Порт-Элизабет на востоке, занимая 50 % площади Капской области и содержа 80 % видов её растений. Видовое разнообразие снижается по мере движения с запада на восток области. Финбош содержит до 9000 видов растений, 6200 из которых — эндемики, и является самым разнообразным биомом мира. К примеру, только в районе Кейптауна и Столовой горы встречается 2200 видов растений, то есть больше, чем во всей Великобритании или Голландии (1400 видов). Финбош занимает лишь 6 % территории ЮАР и 0,5 % территории Африки, но в нём растёт около 20 % африканских видов растений.
Примером пустошей также могут являться маквис — территории с зарослями вечнозелёных жестколистных и колючих кустарников, низкорослых деревьев и высоких трав в засушливых субтропических регионах. Наиболее распространены по склонам гор и холмов в средиземноморском климате, особенно в континентальных районах Балканского и Пиренейского полуостровов, на островах Крит, Корсика, Сицилия и др. Встречаются в других регионах мира с подобным климатом (Калифорния, Чили, ЮАР, Австралия), где, впрочем, для их обозначения используются местные термины — скрэб (Австралия), чапараль (Северная Америка), в ЮАР — финбош (Капская область). Маквисы крайне пожароопасны, особенно в сухую ветреную погоду. Ярким подтверждением тому стали Калифорнийские пожары (2007) в США и лесные пожары в Греции (2007). Однако огонь для маквиса — естественный источник обновления растительности и обогащения почвы минералами, необходимыми для прорастания новых семян. Различные типы маквисов наиболее типичны в современных странах Средиземноморья, где они пришли на смену лесам, вырубленным человеком ещё во времена античности, хотя имеются и коренные массивы маквисов. Маквисы наиболее характерны в нижнем поясе гор до высоты 800 м, где они образуют густые, колючие и труднопроходимые заросли. Маквисы двухуровневы. Первый уровень — собственно маквис — состоит из низкорослых деревьев, произрастающих на высоте от 0 до 400 м выше уровня моря. Далее преобладают кустарники и травы, составляющие полосу гариги. Ранее маквисы представляли собой подлесок собственно вечнозелёных жестколистных лесов. Маквис — преимущественно кустарниковый биом со значительным количеством видов. В состав маквиса входит большое число видов, но преобладают колючие кустарники (средняя высота 2—4 м), реже встречаются деревья высотой 8—10 м. Виды: фисташка, земляничное дерево, можжевельник, маслина, ладанники, мирт и другие. В травяном покрове преобладают однолетние травы. Многие из них имеют повышенную концентрацию эфирных масел, а потому обладают сильным запахом.
Типичным примером пустоши на территории Европы является вересковая пустошь — биотоп, типичный для гористой местности и характеризующийся преобладанием рыхлых кислых почв тёмно-серого цвета с примесью белого песка, бедных калием, азотом и фосфором. Обычно представляет собой заросли вереска обыкновенного (Calluna vulgaris) и растений из рода Эрика (Erica). Наибольшее распространение имеет в умеренном климате Северного и Южного полушарий, как например, в Великобритании, Ирландии и Новой Зеландии, а также в высокогорных районах тропиков, как в андских парамо.